# Rakker
Rakkere (af tysk: Racker fra raken = "skrabe") var i ældre tid betegnelsen for de folk, som tog sig af renovation, flåning og partering af ådsler og den slags urent arbejde. Det er baggrunden for, at erhvervet blev betragtet som "uærligt".
Rakkerne udnyttede de dele af kadaverne, som kunne bruges, og på den måde fremstillede de bl.a. fedtstoffer, lim, benmel, salmiak, sæbe, salpeter, blegemidler og foderstoffer. De sidste, ubrugelige rester blev nedgravet eller afbrændt. Alle disse håndteringer var forbundet med ubehagelige lugte, og derfor blev rakkerne henvist til at leve og udføre deres arbejde på afstand af andre mennesker. Blandt ubehagelighederne var også en betydelig sundhedsrisiko, bl.a. i forbindelse med miltbrandsmitte.
Rakkerne var udstødte, og derfor søgte forbrydere, desertører og lignende gerne skjul hos dem. Da bødlen ikke kunne leve af henrettelser alene, var han ofte henvist til at supplere med tjenesten som rakker. Omvendt gjorde rakkeren også tjeneste som bødlens hjælper, rakkerknægten. Rakkerne giftede sig for det meste med børn af andre rakkere, og mange af dem var derfor i familie med hinanden.
Disse mennesker stod uden for samfundet, de blev undgået, og de var genstand for afsky og foragt. Af samme grund blev ordet brugt som skældsord eller i nedsættende betydning om personer, man ikke kunne udstå.
Kortspillet Rakker har fået navn heraf. 